# Comuna Belin, Covasna
Belin mai demult Belini (în dialectul săsesc Bleimenderf, în germană Blumendorf, Boellen, în maghiară Bölön, Kisbölön, Középbölön, Nagybölön) este o comună în județul Covasna, Transilvania, România, formată din satele Belin (reședința) și Belin-Vale.

## Demografie
Componența etnică a comunei Belin
     Romi (38,98%)
     Români (29,27%)
     Maghiari (27,32%)
     Alte etnii (4,43%)
Componența confesională a comunei Belin
     Penticostali (57,81%)
     Unitarieni (18,67%)
     Ortodocși (4,97%)
     Martori ai lui Iehova (4,09%)
     Romano-catolici (1,63%)
     Fără religie (1,6%)
     Alte religii (6,6%)
     Necunoscută (4,62%)
Conform recensământului efectuat în 2021, populația comunei Belin se ridică la 3.181 de locuitori, în creștere față de recensământul anterior din 2011, când fuseseră înregistrați 2.859 de locuitori. Cei mai mulți locuitori sunt romi (38,98%), cu minorități de români (29,27%) și maghiari (27,32%). Din punct de vedere confesional, majoritatea locuitorilor sunt penticostali (57,81%), cu minorități de unitarieni (18,67%), ortodocși (4,97%), martori ai lui Iehova (4,09%), romano-catolici (1,63%) și fără religie (1,6%), iar pentru 4,62% nu se cunoaște apartenența confesională.

## Politică și administrație
Comuna Belin este administrată de un primar și un consiliu local compus din 13 consilieri. Primarul, Alexandru Racolța[*], de la Partida Romilor „Pro Europa”, este în funcție din 1 noiembrie 2024. Începând cu alegerile locale din 2024, consiliul local are următoarea componență pe partide politice:
|  | Partid                                     | Consilieri | Componența Consiliului | Componența Consiliului | Componența Consiliului | Componența Consiliului | Componența Consiliului | Componența Consiliului | Componența Consiliului |
|  | ------------------------------------------ | ---------- | ---------------------- | ---------------------- | ---------------------- | ---------------------- | ---------------------- | ---------------------- | ---------------------- |
|  | Partida Romilor „Pro Europa”               | 7          |                        |                        |                        |                        |                        |                        |                        |
|  | Uniunea Democrată Maghiară din România     | 5          |                        |                        |                        |                        |                        |                        |                        |
|  | Forța Civică Maghiară - Magyar Polgári Erő | 1          |                        |                        |                        |                        |                        |                        |                        |

## Vezi și
- Biserica reformată din Belin
- Biserica unitariană din Belin
- Munții Bodoc - Baraolt (arie de protecție specială avifaunistică)
- Oltul Superior (sit de importanță comunitară)

## Imagini

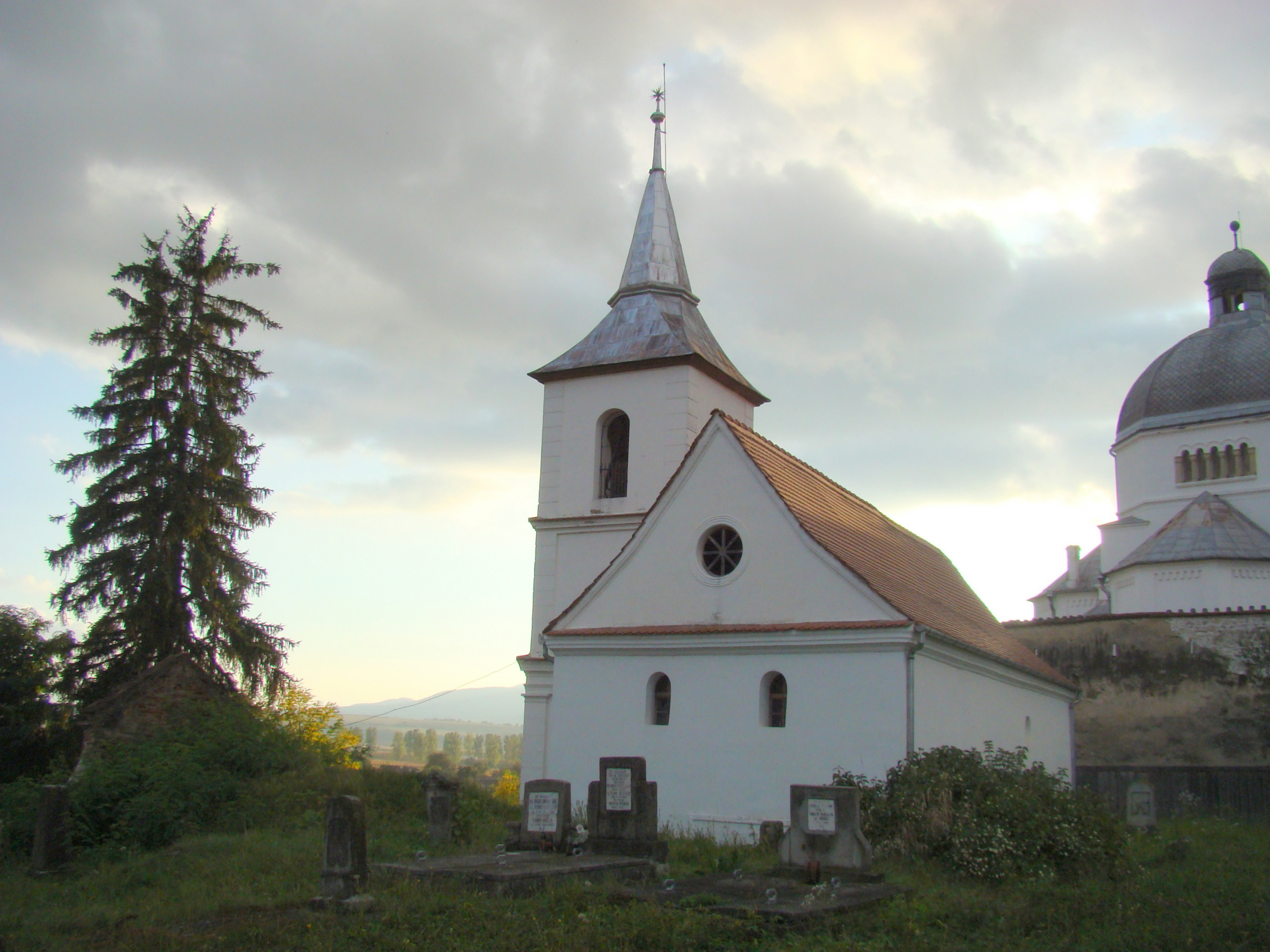
Biserica reformată (monument istoric)
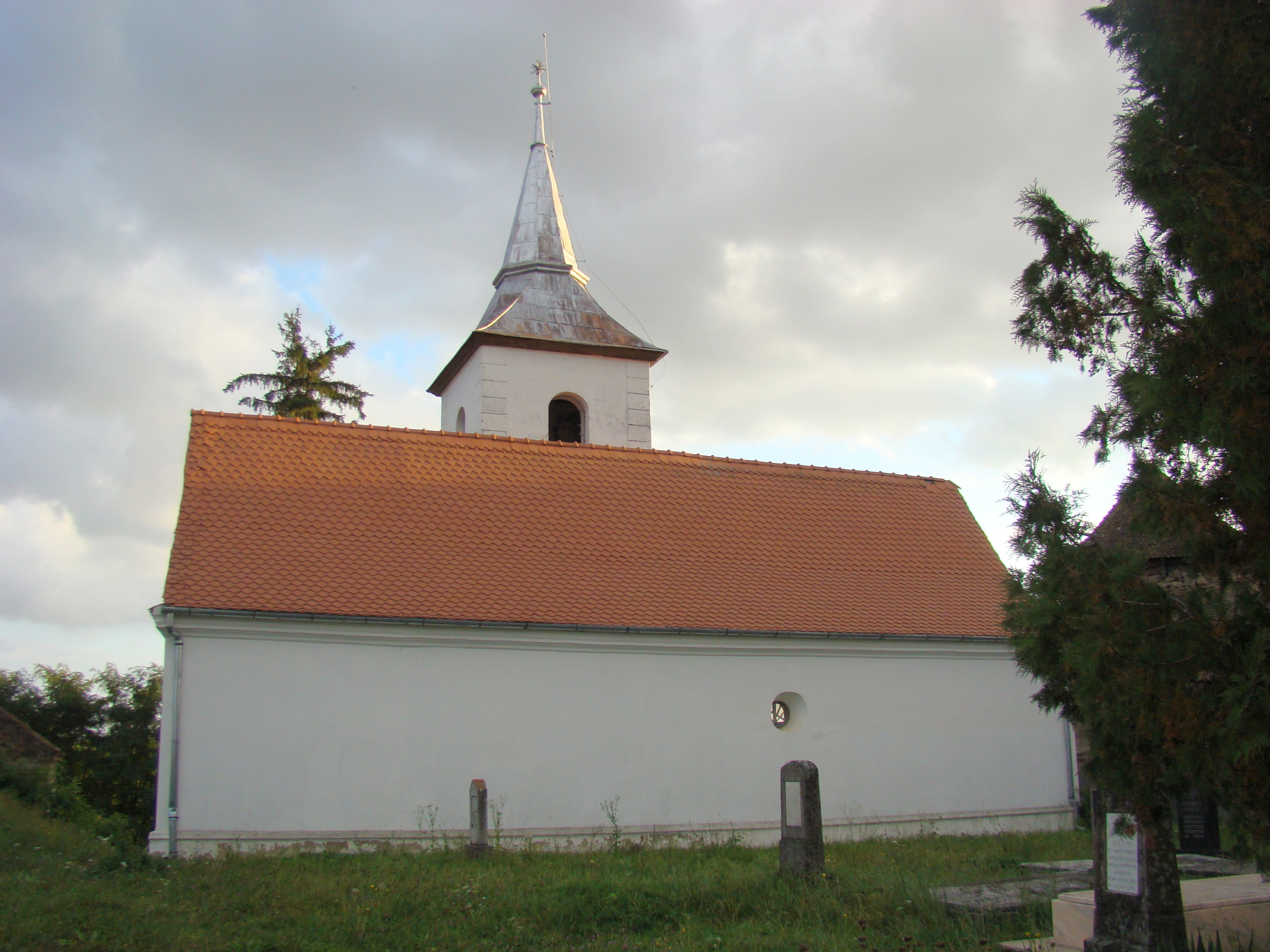
Biserica reformată (monument istoric)
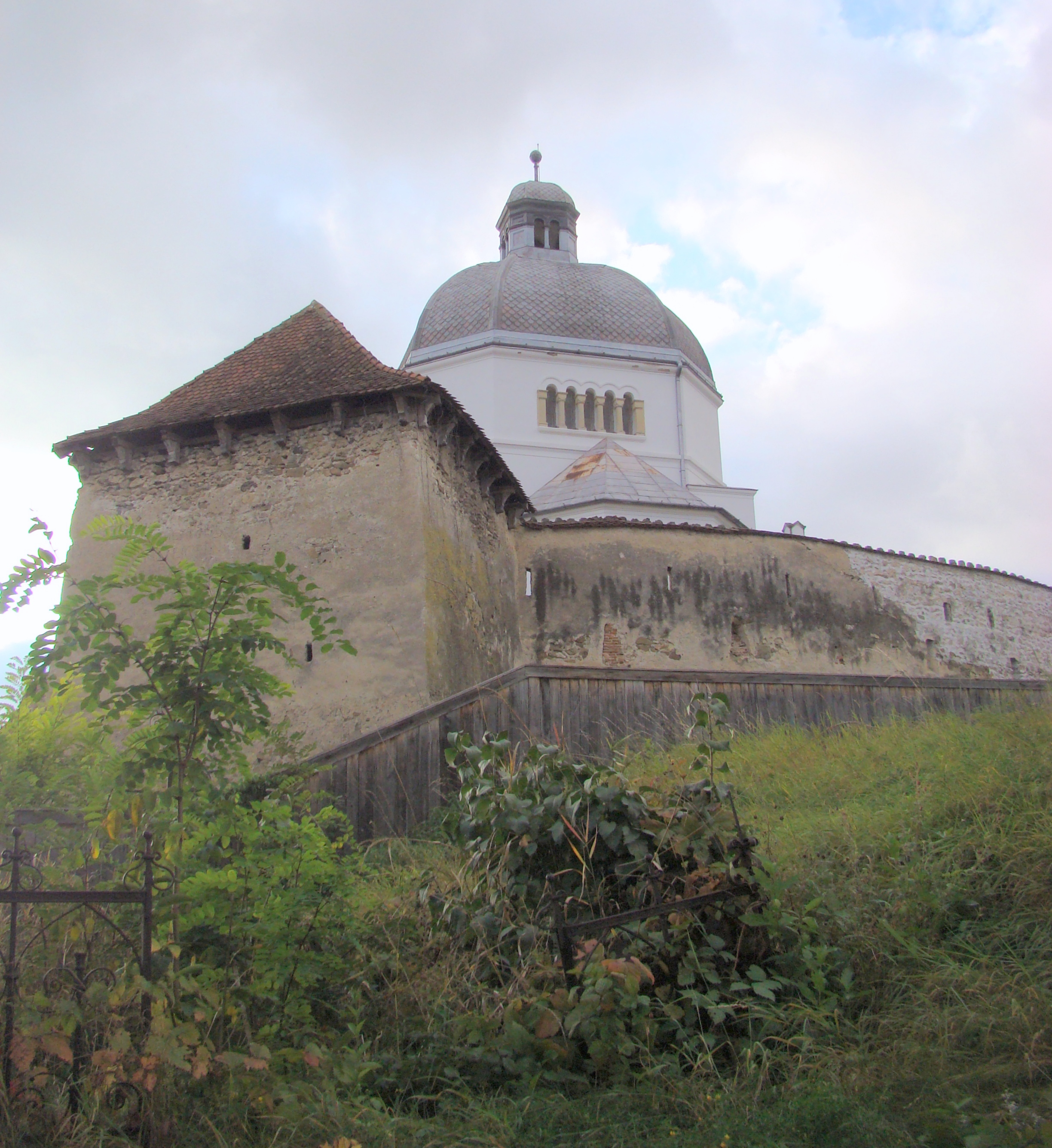
Ansamblul bisericii unitariene (monument istoric)
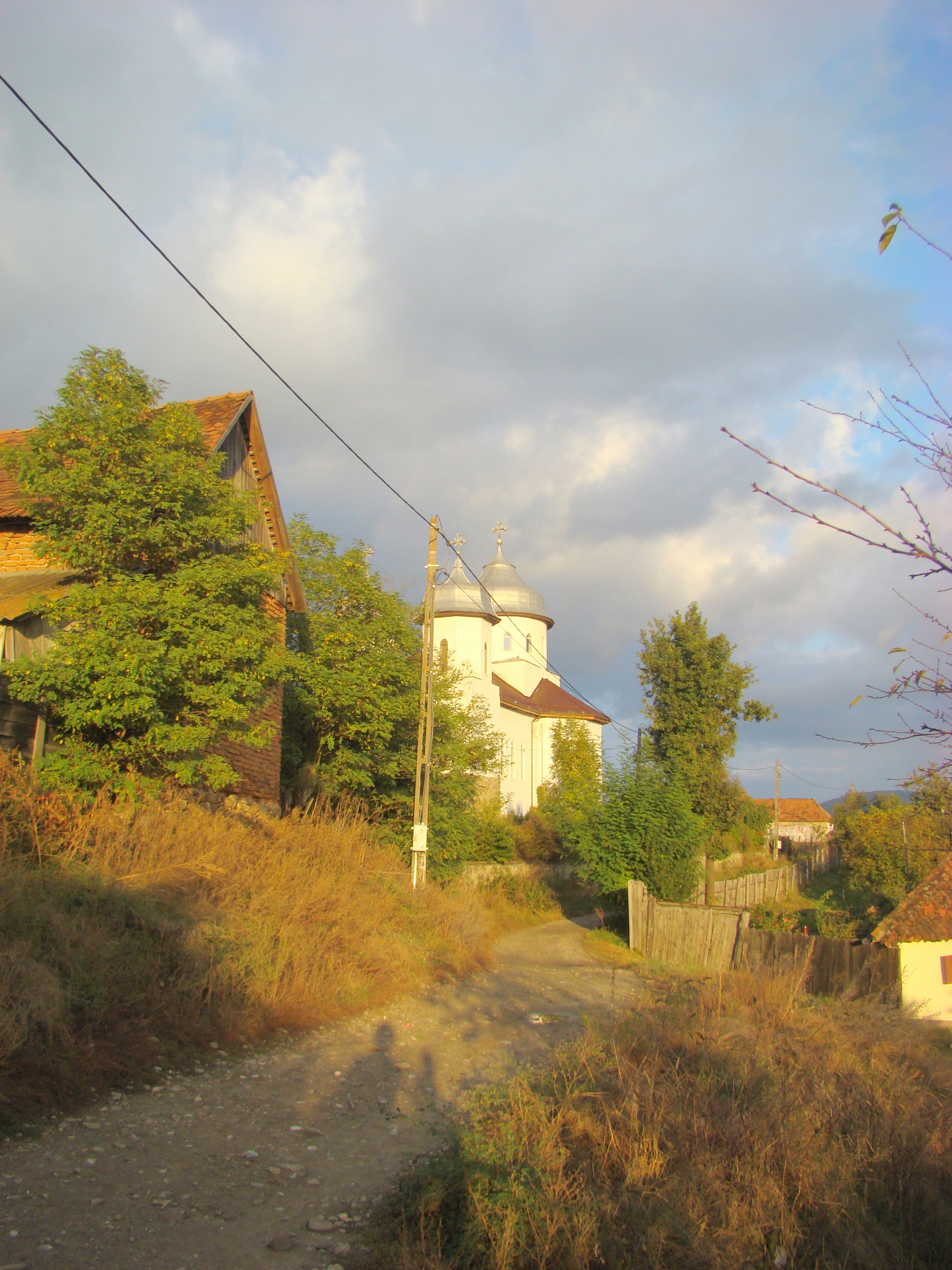
Biserica ortodoxă